# Кавуновка (Черкасская область)
Кавуновка (укр. Кавунівка) — село в Шполянском районе Черкасской области Украины.
Население по переписи 2001 года составляло 302 человека. Занимает площадь 1408 км². Почтовый индекс — 20642. Телефонный код — 4741.

## Местный совет
20642, Черкасская обл., Шполянский р-н, с. Кавуновка